# Marche-en-Famenne
Marche-en-Famenne är en kommun i Belgien. Den ligger i Arrondissement de Marche-en-Famenne i provinsen Luxemburg och regionen Vallonien, i den sydöstra delen av landet, 100 km sydost om huvudstaden Bryssel. Antalet invånare är 17 335.
I omgivningarna runt Marche-en-Famenne växer i huvudsak blandskog. Runt Marche-en-Famenne är det ganska glesbefolkat, med 43 invånare per kvadratkilometer.